# Konac
Konac je pređa kružnog promjera od dvije (ili više) međusobno uvijenih niti neograničene duljine.
Proces izrade konca zove se končanje, kod njega se jednonitne pređe spajaju međusobnim uvijanjem. 
Višenitni konci mogu se izraditi končanjem u jednom stupnju, kada se sve niti spajaju istovremeno, ili u više stupnjeva, pa se tako formiraju kordne konstrukcije.
Pa se tako naprimjer četveronitni konac može izraditi istovremenim končanjem četiriju jednonitnih pređa u jednom stupnju, ali i u dva stupnja, kada se u prvom stupnju najprije spajaju po dvije niti i stvara dvonitna pređa, a zatim se u drugom stupnju, po dvije dvonitne pređe spajaju međusobnim uvijanjem u četveronitni konac. Isto tako proizvode se konci koji sadrže i do tridesetak niti. 
Kod stupnjevanog končanja je smjer uvijanja u pravilu naizmjeničan.
Nakon končanja, konci se bojaju i po potrebi dorađuju, a nakon tog pakiraju.
Upotrebne karakteristike konaca u velikoj mjeri zavise o njihovoj konstrukciji i vrsti pređe od koje su izrađeni.

## Karakteristike
Pamučni konac je kompatibilan s tkaninama izrađenih od vlakana biljnog porijekla, kao što su pamuk i lan, ali i za tkanine  
napravljene od celuloznih vlakana.
Nije prikladan za većinu sintetskih tkanina, koje se ne skupljaju kod pranja - jer se ne rasteže, to je dobro je za tkanine, ali ne i za pletiva, koja zahtijevaju rastezljivost.
Jako se koristi u izradi ručnih radova, kod vezenja, čipkanja, pletenja, heklanja. 
Konac za šivanje pretežno se također izrađuje od pamučnih vlakana, ali sve češće i od mješavina pamučnih i sintetičkih vlakana (poliester), pa čak i od samo sintetičkih vlakana.
Svileni konac uz to što je vrlo tanak, ima i veliku elastičnost i čvrstoću, pa se često koristi za šivanje svilenih i vunenih tkanina. Specijalni svileni konac, koji ima oko tri puta veći promjer od običnog, koristi se za ručno šivanje dugmadi, jer je izuzetno jak i za razne dekorativne efekte.
Najlonski konac je čvrst, jako rastezljiv, ali tako da ne mijenja dužinu, te je zbog toga pogodan za zavjese i vrlo rastezljiva pletiva. 
Poliesterski konac ima slične karakteristike, te je prikladan za razne sintetičke i prethodno isprane tkanine, i za pletene tkanine od sintetičkih vlakana.
Konci za šivaće strojeve i ručno šivanje trebaju biti savitljivi i laki za umetanje u iglu, ali i glatki, otporni na trenje prilikom šivanja, dovoljno elastični da ne puknu po šavovima i otporni na pranje i kemijsko čišćenje.
Konci za specijalne namjene zahtijevaju i specifičnu doradu. Tako na primjer odijelo izrađeno od vodonepropusne tkanine, treba biti šivano isto tako s vodootpornim koncem. 
Takav tip konca se obično podvrgava posebnom tretmanu nakon - končanja.
Konac se uobičajeno prodaje namotan na kalem, a njegova dužina i stupanj finoće, naveden je na kraju kalema.

## Vanjske poveznice
- konac na portalu Hrvatska enciklopedija
- Šivanje Hrvatska tehnička enciklopedija, portal hrvatske tehničke baštine. LZMK